# Synagogenbezirk Bigge
Der Synagogenbezirk Bigge mit Sitz in Bigge, heute ein Ortsteil der Stadt Olsberg im Hochsauerlandkreis in Nordrhein-Westfalen, wurde nach dem Preußischen Judengesetz von 1847 geschaffen. 
Der Synagogenbezirk wurde 1905 eingerichtet und umfasste die jüdischen Gemeinden in Bigge, Assinghausen und Olsberg. Zuvor gehörten diese zum Synagogenbezirk Brilon.